# Улрих VII фон Монфор-Тетнанг
Улрих VII (V) фон Монфор-Тетнанг / Улрих Млади (на немски: Ulrich VII von Montfort zu Tettnang; Ulrich der Jüngere; * пр. 1485; † 23 април 1520) е граф на Монфор-Тетнанг-Флокенбах в Баден-Вюртемберг.

## Живот
Той е от влиятелния и богат швабски род Монфор/Монтфорт, странична линия на пфалцграфовете на Тюбинген. Син е на граф Улрих IV фон Монфор-Тетнанг (* 1440; † 29 октомври 1495) и съпругата му маркграфиня Урсула фон Хахберг-Заузенберг († 1485), вдовица на Якоб I фон Валдбург-Траухбург († 1460), дъщеря на маркграф Вилхелм фон Хахберг-Заузенберг (1406 – 1482) и Елизабет фон Монфор-Брегенц (пр. 1399 – 1458), вдовица на граф Еберхард VII фон Неленбург († 1421/1422), дъщеря на граф Вилхелм V фон Монфор-Брегенц († 1422) и Кунигунда фон Тогенбург († 1426/1436). Внук е на граф Вилхелм IV фон Монфор-Тетнанг († 1439) и Кунигунда фон Верденберг († 1443). Улрих е полубрат на Йохан I фон Валдбург-Траухбург (пр. 1438 – 1504), фогт в Горна Швабия, женен за Анна фон Йотинген (1450 – 1517).
Улрих VII се жени ок. 24 февруари 1485 г. за Магдалена фон Йотинген-Валерщайн (* ок. август 1473; † 22 април 1525), дъщеря на граф Лудвиг XIII (XIV) фон Йотинген-Валерщайн († 21 март 1486) и принцеса Ева фон Шварценберг († 18 август 1473).
След смъртта на баща му поема през 1495 г. управлението. Той изгражда столицата си Тетнанг и се интересува от изкуство. Император Максимилиан I ги посещава през 1499 и 1516 г.
Заедно със съпругата си Магдалена той създава през 1513 г. капелата Св. Анна в Тетнанг с молба за продължение на графския род Монфор.
Улрих VII завещава графството си на Магдалена фон Йотинген-Валерщайн. Tой умира на 23 април 1520 г. и е погребан в манастир Лангенау. Магдалена фон Йотинген е шест години регентка на графството. Двамата им сина умират рано, а дъщерите им нямат право на наследство.
Магдалена се омъжва втори път пр. 23 юни 1524 г. за последния жив братовчед на нейния съпруг, граф Йохан IV фон Монфор-Ротенфелс-Арген/I († 29 септември 1529), син на Хуго XI фон Ротенфелс-Арген-Васербург († 1491) и Елизабет фон Верденберг († 1467) и няма деца с него.
Император Карл V (1500 – 1558) дава Тетнанг след смъртта на Магдалена фон Йотинген-Валерщайн през 1525 г. на Хуго XVI (XIV) фон Монфор-Ротенфелс-Васербург († 1564), който е женен за внучката на Улрих VII и Мария Магдалена фон Шварценберг († 1543), дъщеря на Кристоф I фон Шварценберг (1488 – 1538) и графиня Ева фон Монфор-Тетнаг (1494 – 1527), и той основава основава линията Тетнанг-Ротенфелс-Тетнанг.

## Деца
Улрих VII и Магдалена имат децата:
- Вилхелм IX фон Монфор (* 1494?; † 8 януари 1509)
- Лудвиг фон Монфор (умира млад)
- Ева фон Монфор-Тетнаг (* 9 ноември 1494; † 6 или 26 март 1527), омъжена на 12 май 1509 г. за Кристоф I фон Шварценберг (* 28 юли 1488; † 9 януари 1538); родители на
  - Мария Магдалена фон Шварценберг (* март 1510; † 1543), омъжена за граф Хуго XVI (XIV) фон Монфор-Ротенфелс-Васербург († 1564)
- Маргарета фон Монфор († 29 април 1561), омъжена на 3 февруари 1511 г. за граф Георг II фон Вертхайм (* 8 февруари 1487; † 17 април 1530)
- Урсула фон Монфор († сл. 1526), омъжена за фрайхер Леонхард Колона фон Фьолс (1458 – 1530)
- Катарина фон Монфор
- Изолда фон Монфор († сл. 1506)